# Північний шаньюй
Північний шаньюй (кит.: 北單于; д/н — 91) — 3-й шаньюй північних хунну в 87—91 роках. Відбувається занепад держави.

## Життєпис
Відомості про нього обмежені, навіть ім'я невідоме — за наказом ханського уряду його було вилучено з офіційних документів та хронік й замінено на Північний шаньюй. Вважається сином Юулю. У 87 році після загибелі Юулю був оголошений шаньюєм. Але також шаньюєм оголосили його родича (ім'я невідоме). Лише у 88/89 році Північний шаньюй здолав свого суперника.
Втім 89 року Хулань-Шічжухоуді, шаньюй південних хунну, на чолі 30 тис. вояків спільно з 8-тисячною китайською армією атакував Північного шаньюя, який зазнав поразки й втік на північ. Його 200 тис. підданих здалися. В результаті держава північних хунну вкрай послабла й опинилася в занепаді.
90 року армія південних хунну в битві біля гори Шуйє завдала поразки північному шаньюю, що втратив 8 тис. вояків вбитими, а також свою печатку, дружину Ян та 5 дітей. Цим скористалися ханські війська, що в лютому 91 року в битві в Алтайських горах завдали поразки Північному шаньюю, що загинув. Боротьбу продовжив його зведений брат Ючуцзянь.